# Disciplinemaatschappij
In de filosofie van Michel Foucault duidt de term disciplinemaatschappij op een maatschappij waar macht wordt uitgeoefend door middel van diverse disciplinaire 'apparaten' (dispositifs). Tot dergelijke instituten behoren de school, de kazerne, de gevangenis, de kliniek en het gekkenhuis. Deze instituten kneden het individu en vormen zo het subject. De disciplinemaatschappij vindt haar oorsprong in het vroegmoderne Europa maar kwam tot volledige bloei na de industriële revolutie: de vooruitgang in de wetenschappen, in de eerste plaats de geboorte van de moderne menswetenschappen, stelde machthebbers in staat hun onderdanen op wetenschappelijke wijze te besturen.
Voorbij de disciplinemaatschappij ligt de controlemaatschappij, een begrip dat Foucault in zijn werk introduceerde maar niet uitwerkte. Een analyse hiervan is wel terug te vinden in het werk van Gilles Deleuze, in zijn tekst Post-scriptum sur les sociétés de contrôle. Op hun beurt zullen Hardt en Negri deze term in navolging van Foucault hanteren om hedendaagse maatschappijen te beschrijven, waarin volgens hen subjectiviteit biopolitiek geproduceerd wordt in communicatienetwerken (massamedia, reclame).